# 夷陵长江大桥
夷陵长江大桥坐落于湖北省宜昌市中心城区，北起宜昌市体育场路，沿胜利三路向南依次跨鸦宜铁路、东山大道、夷陵大道、沿江大道，越长江后经点军区五龙村与江南大道以互通立交相衔接。夷陵长江大桥上距三峡大坝28公里，距葛洲坝7.6公里，下距宜万铁路宜昌长江大桥4.8公里，宜昌长江公路大桥约14公里。
夷陵长江大桥全长3246米，主桥长936米，桥面宽23米，桥址区江面宽约800米，最大水深约23米。大桥总投资达6.136亿元人民币，于1998年11月28日开始施工，2001年12月28日正式建成通车。

## 工程简介
夷陵长江大桥是长江上唯一的一座三塔倒Y型单索面混凝土加劲梁斜拉桥，其跨度在同类桥梁中为世界之最。
- 夷陵长江大桥全长3246m，主桥长936m，桥面宽23m，主桥是国内第一座单索面预应力混凝土三塔斜拉桥，跨度（m）布置为38+38.5+43.5+2x348+43.5+38.5+38八跨连续，其2×348m的主跨跨度在世界同类结构桥梁中位居第一。
- 主桥桥面宽23.0m，设四条机动车道，车道外侧各设2.0m宽人行道，桥面中间索区宽3.5m。
- 主桥钢材用量约5673吨，斜拉索钢绞线共重1225吨，混凝土约43898立方米。[2]
- 夷陵长江大桥最初在1993年6月的《宜昌市城市总体规划》中叫五龙长江大桥。1997年10月更名为夷陵长江大桥。[3]
- 2001年10月5日，原全国人大委员长李鹏第二次视察夷陵长江大桥，并为大桥题词。[3]。
- 该桥曾获2002年中国建筑工程鲁班奖，2004年获中国土木工程詹天佑大奖。